# Pierre Gemme
 (mai 2023).
Si vous disposez d'ouvrages ou d'articles de référence ou si vous connaissez des sites web de qualité traitant du thème abordé ici, merci de compléter l'article en donnant les références utiles à sa vérifiabilité et en les liant à la section « Notes et références ».
Pierre Gemme, né le 20 décembre 1964 dans le Jura, est écrivain français.

## Biographie
Il a grandi à Avignon-lès-Saint-Claude. Il est le fils unique d’une mère institutrice et d’un père comptable.
Il a vécu en Inde ainsi qu'au Venezuela,.
Ancien professeur des écoles, il décide en 2018 de se consacrer entièrement à l'écriture.
Il est notamment l’auteur des séries L'école des dinos, Les petits mystères d'Égypte, Mission Vétos, Les petites enquêtes grecques et du récit L'instit et l'enfant.
Ses ouvrages sont traduits dans une dizaine de langues.
Ses livres ont fait l'objet de nombreux articles dans la presse nationale : Courrier Picard , National Geographic Kids, L'Est Républicain, JDE, Le Bien Public, Parents, Historiaainsi que des interviews radiophoniques : RFI, Radio France
Il a publié plusieurs romans jeunesse, et a contribué à de nombreuses revues poétiques.
Pierre Gemme est membre de la SGDL et de la Charte des auteurs et illustrateurs jeunesse.

## Publications

### Littérature jeunesse

#### SérieLes petites enquêtes grecques(Flammarion)
- Sur les traces du Minotaure, 2024[14]

- Mission cheval de Troie, 2024[15]

#### SérieLes petits mystères d'Égypte(Flammarion)
- La colère des dieux, 2021  (ISBN 9782080205988)
- La momie maléfique, 2021  (ISBN 9782080228154)
- Menace sur l'obélisque, 2021  (ISBN 9782080235985)
- Le rugissement du Sphinx, 2022  (ISBN 9782080262141)
- Piégés dans la pyramide, 2022  (ISBN 9782080263667)
- Les naufragés du Nil, 2022  (ISBN 9782080282415)

#### SérieMission Vétos(Flammarion)
- La naissance des veaux, 2019  (ISBN 978-2-0814-5002-8)[16]
- Le chien abandonné, 2019  (ISBN 978-2-0814-5004-2)
- Un cheval à sauver, 2019  (ISBN 978-2-0814-5003-5)[17]
- Un dauphin en détresse, 2020  (ISBN 978-2-0814-9256-1)
- Le chat blessé, 2020  (ISBN 9782081494435)
- Un lapin imprudent, 2021  (ISBN 9782080207715)
- Un hérisson en danger, 2021  (ISBN 9782081494428)
- Une tortue en difficulté, 2021  (ISBN 9782080207722)
- Un chamois maladroit, 2022  (ISBN 9782080280428)
- Un écureuil sous la neige, 2023  (ISBN 978208029685-6)
- Un chiot à adopter, 2023 [18]

#### SérieL'école des dinos(Flammarion)
- Diplo est un héros, 2016 (ISBN 978-2-0813-7062-3)
- Anky a peur de l'eau, 2016  (ISBN 978-2-0813-7063-0)
- Tricé est amoureux, 2017 (ISBN 978-2-0813-9113-0)
- Stéga fête son anniversaire, 2017  (ISBN 978-2-0813-9111-6)
- Tyrex veut être grand, 2017 (ISBN 978-2-0813-9112-3)
- Bronto est nouveau, 2018   (ISBN 978-2-0814-1700-7)
- Phobo a mal aux dents, 2018  (ISBN 978-2-0814-1478-5)
- Igua a peur du noir, 2018  (ISBN 978-2-0814-1477-8)

#### Documentaires
Le Monde des Minéraux, Fleurus, 2022  (ISBN 9782215179894)
Les Minéraux de A à Z, Fleurus, 2023

#### Romans
- Animal Totem (trilogie - tome 1), roman policier jeunesse, 1re édition Volpilière 2001- réédition Éditions Tautem, 2017
- Adawa, dernier Indien Caribe, Édition du Bout de la Rue, roman historique et policier jeunesse, 2008  (ISBN 2-916620-29-X)
- La console mystérieuse, Édition du Bout de la Rue, roman historique et policier jeunesse, 2009  (ISBN 978-2916620473)
- Chroniques de la Terre Figée, roman SF jeunesse, La Clef d'Argent, 2009  (ISBN 978-2-908254-75-4)
- Albert et Léa la tortue, album jeunesse, illustrateur Jean-Luc Pion[19], éditions Chamamuse[19], 2010  (ISBN 978-2-9527480-7-0)
- Les naufragés de l'île aux perles, roman jeunesse illustré par Jean-Luc Pion[19], éditions Chamamuse[19], 2012. Prix la Plume et la Lettre[Quoi ?][réf. nécessaire]  (ISBN 978-2-919711-09-3)
- Le secret des Lapons, roman jeunesse illustré par Jean-Luc Pion[19], éditions Chamamuse, 2013[19]  (ISBN 978-2-919711-11-6)
- Chroniques de Coralis, roman SF jeunesse, La Clef d'Argent, 2014
- Baoubé a perdu sa tétine- Baoubé loses his dummy, album jeunesse, illustrateur Jean-Luc Pion[19], éditions Chamamuse[19], 2014  (ISBN 9-782919-711185)
- La météorite de Rochechouart, roman jeunesse illustré par Jean-Luc Pion[19], éditions Chamamuse[19], 2014
- Le cristal magique de Zoé, album jeunesse, illustrateur Jean-Luc Pion[19], éditions Chamamuse, 2016[19]  (ISBN 978-2-919711-21-5)
- A la découverte des dinosaures, Castor Doc, Flammarion, 2017  (ISBN 978-2-08-138925-0)
- 20 Histoires pour vivre ensemble, Castor Poche, Flammarion, 2019   (ISBN 978-2-08-143315-1)
- Les grandes histoires de La Tanière, Père Castor, Versilio, Flammarion, 2020  (ISBN 9782081521520)
- Mystère aux archives, Flammarion jeunesse, Flammarion, 2020  (ISBN 9782081519107)
- Popotin, album, Gautier Languereau, 2022  (ISBN 9782017168041)
- Noonah, fille du Grand Nord, Castor Romans, Flammarion, 2022  (ISBN 9782080271235)

### Littérature générale

#### Romans
- L'appel des pierres - éditions de La Boucle, 2016,  (ISBN 978-2-35715-023-2)[20].

#### Essais
- La mémoire la Terre, éditions Transboréal, 2017  (ISBN 9-782259-263436)

#### Témoignages
- L'instit et l'enfant, éditions Plon, 2018  (ISBN 978-2-259-26343-6)

#### Récits de voyage
- Cueilleurs de ciel, récit, éditions Librinova, 2020

### Poésie
- Poèmes dans les revues : Sapriphage[21],La Sape[22],Vagabondages[23], In-fusion[24].